# La Prophétesse de Thèbes
La Prophétesse de Thèbes era un curtmetratge mut francès de 1907 dirigit per Georges Méliès. La pel·lícula, ambientada a l'antic Egipte, seguia l'aventura d'un rei que veia el seu futur anunciat per mitjà d'una misteriosa sacerdotessa i un telescopi màgic. S'ha recuperat un fragment de la pel·lícula; la resta es presumeix perdut.

## Trama
A l'antiga Tebes, el rei visita un astròleg per descobrir el seu futur. L'astròleg es nega amb vehemència, fins i tot quan se l'amenaça d'execució, però finalment s'encarrega de satisfer la demanda del rei sense lliurar la profecia ell mateix. Reuneix peces esculpides en una estàtua d'una sacerdotessa, i l'estàtua cobra vida.
La profetessa de Tebes fa mirar al rei a través d'un telescopi màgic, que li revela que serà assassinat mentre estigui al seu tron. El rei s'enfuria i intenta apunyalar la profetessa, però ella desapareix en l'aire. L'astròleg també es mostra impermeable als danys; els punyals i els assaltants simplement reboten sobre ell. Finalment se li diu al rei que pot aixecar la maledicció pagant a l'astròleg una pesada bossa d'or. Ho fa i se'n va. L'astròleg, la profetessa i el seu assistent es reuneixen i riuen sobre la bossa d'or.

## Producció
Méliès va aparèixer a la pel·lícula com l'astròleg. El plató de la pel·lícula és, en l'obra de Méliès, un rar exemple d'escenografia construïda de manera que la càmera mira directament en angle. El disseny inusual pot indicar que Méliès intenta mantenir-se al dia amb les innovacions visuals d'altres cineastes, tot mantenint el seu propi estil i procés.

## Estrena
La Prophétesse de Thèbes va ser venuda per la Star Film Company de Méliès i està numerada 1096–1101 als seus catàlegs.
La pel·lícula es va suposar perduda en una filmografia de 2008, tot i que un breu fragment va ser redescobert a temps per ser inclòs en una col·lecció de DVD d'algunes de les pel·lícules de Méliès el mateix any.